# Lamécourt
Lamécourt [lamekuʁ] ist eine französische Gemeinde mit 194 Einwohnern (Stand 1. Januar 2022) im Département Oise in der Region Hauts-de-France. Sie gehört zum Arrondissement Clermont, zur Communauté de communes du Clermontois und zum Kanton Clermont.

## Geographie
Die Gemeinde Lamécourt liegt auf halbem Weg zwischen den Städten Beauvais und Compiègne.

## Geschichte
Bis in das Jahr 1668, als eine selbstständige Kuratie errichtet wurde, hing das Vikariat von Lamécourt von der Pfarrei Cuignières ab. Von 1827 bis 1835 war Lamécourt an die Nachbargemeinde Rémécourt angeschlossen.

### Bevölkerungsentwicklung
| Jahr                       | 1962 | 1968 | 1975 | 1982 | 1990 | 1999 | 2006 | 2012 | 2021 |
| -------------------------- | ---- | ---- | ---- | ---- | ---- | ---- | ---- | ---- | ---- |
| Einwohner                  | 129  | 128  | 119  | 115  | 172  | 202  | 213  | 223  | 190  |
| Quellen: Cassini und INSEE |      |      |      |      |      |      |      |      |      |

## Sehenswürdigkeiten
- Kirche Saint-Martin, deren seit 1811 ruinöser Chor nicht erneuert worden ist, mit drei in der Base Palissy inventarisierten Statuen[1]
- Wegkreuz

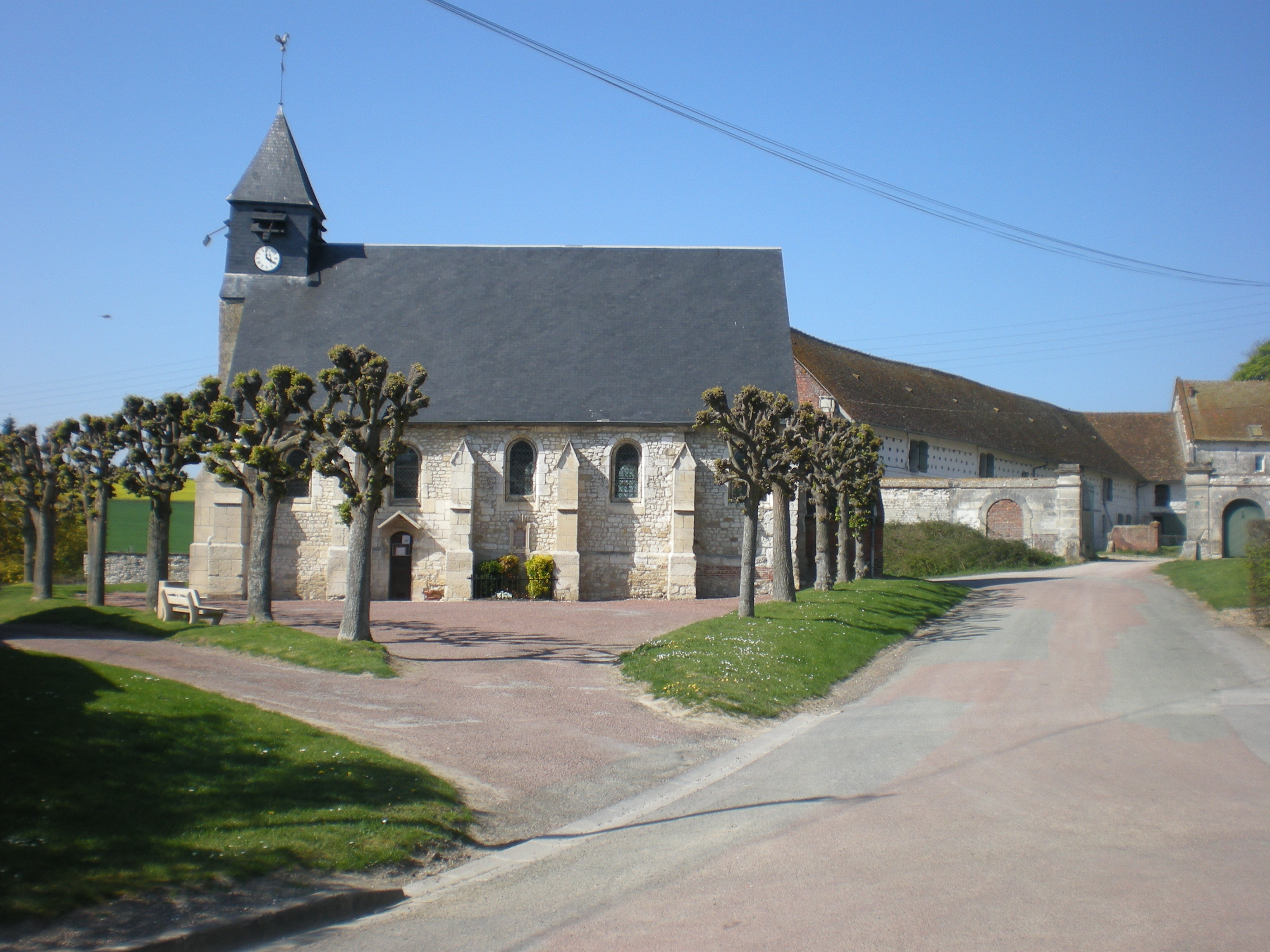
Kirche Saint-Martin
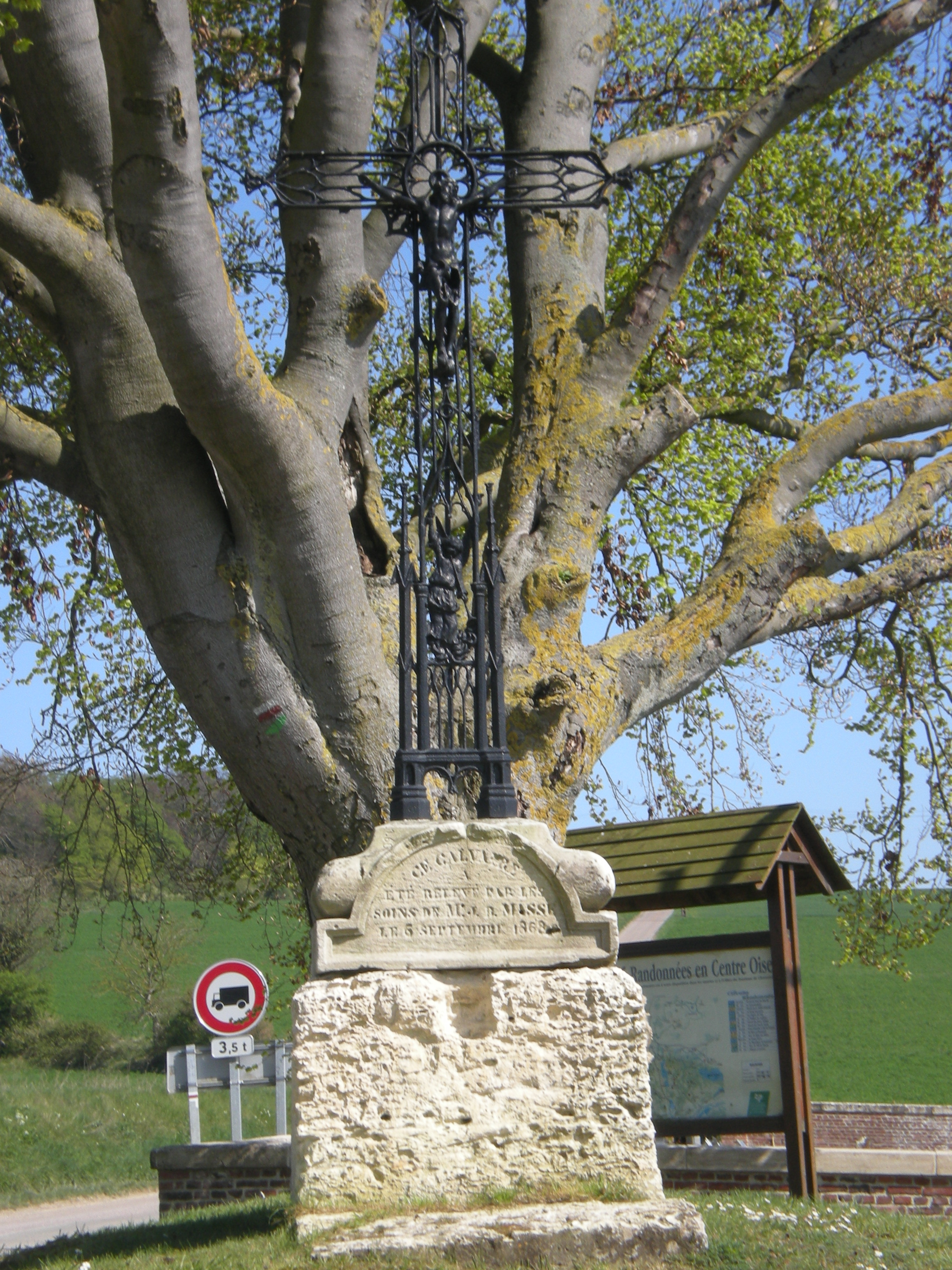
Wegkreuz
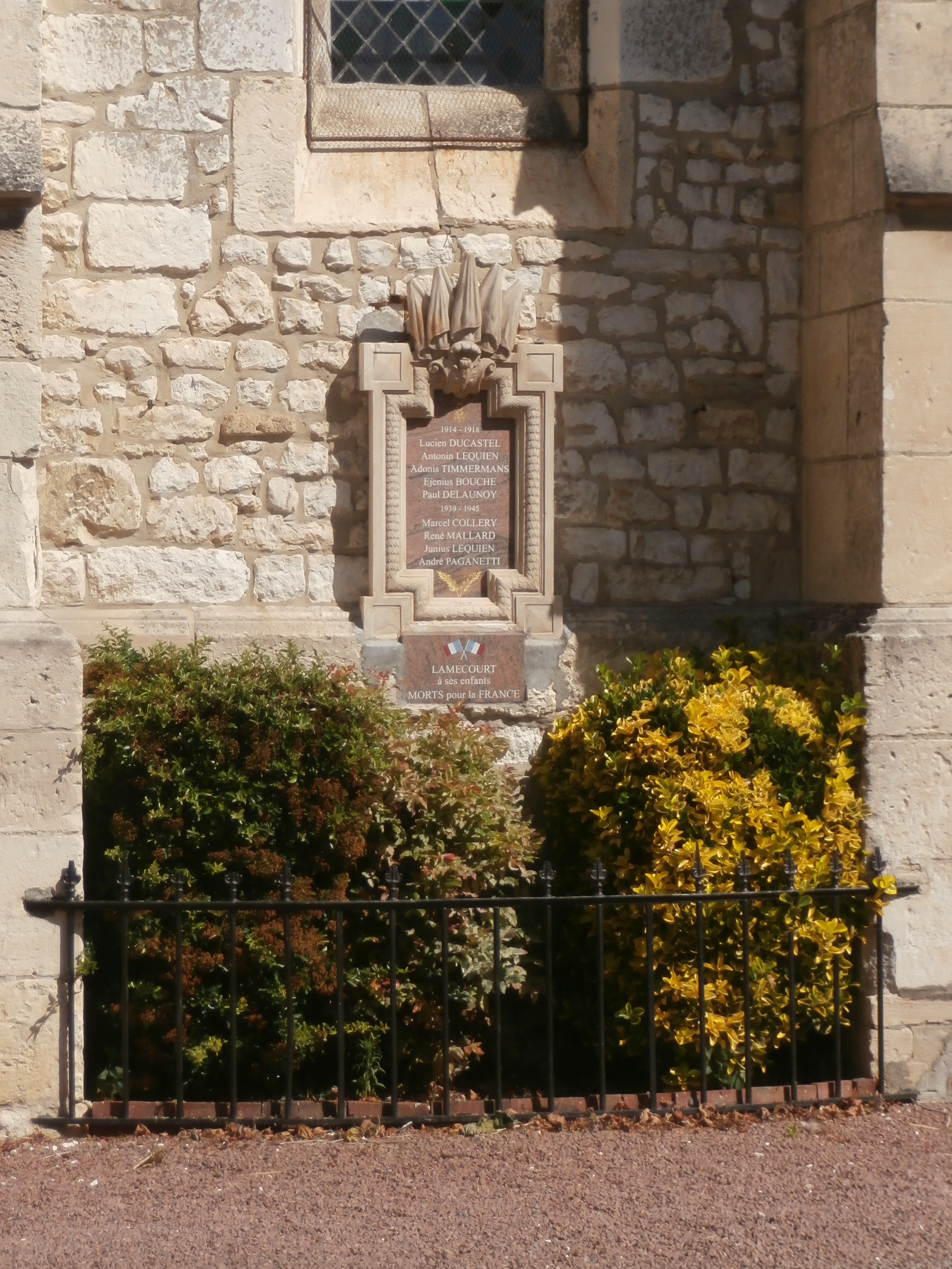
Gefallenendenkmal